# روجر لي
روجر لي (1 يوليو 1991 ببرمودا في المملكة المتحدة - ) هو لاعب كرة قدم بريطاني في مركز الدفاع. شارك مع منتخب برمودا لكرة القدم. أما مع النوادي، فقد لعب مع Stamford A.F.C. ‏ وBermuda Hogges F.C. ‏.

## وصلات خارجية
- روجر لي على موقع اتحاد إستونيا (الإنجليزية)
- روجر لي على موقع قاعدة بيانات كرة القدم.إي يو (الإنجليزية)
- روجر لي على موقع ناشيونال فوتبول تيمز (الإنجليزية)
- روجر لي على موقع Soccerbase.com (لاعب) (الإنجليزية)
- روجر لي على موقع Soccerway.com (الإنجليزية)